# Генрих, Кристи
Кристи́на Рене́ «Кри́сти» Ге́нрих (англ. Christina Renée «Christy» Henrich; 18 июля 1972 года, Индепенденс, Миссури, США — 26 июля 1994 года, США) — американская гимнастка.

## Биография
Кристина Рене Генрих родилась 18 июля 1972 года в Индепенденсе (штат Миссури, США).
Кристи начала свою гимнастическую карьеру в конце 1980-х годов и имела успех.
В 1989 году один из судей на соревнованиях по гимнастике сказал в лицо девушке, что она толстая и ей срочно необходимо похудеть. Одержимая идеей гимнастка постоянно худела и в итоге заболела нервной анорексией, у неё отказали многие органы. Спасти девушку не удалось и она скончалась 26 июля 1994 года спустя 8 дней после своего 22-летия.